# Juan Martínez Oliver
Juan Martínez Oliver (4 februari 1964) is een voormalig Spaans wielrenner.

## Levensloop en carrière
Juan Martínez Oliver werd prof in 1984. In 1988 won hij een tijdrit in de Ronde van Frankrijk en een etappe in de Ronde van Spanje . Andere overwinningen van hem zijn een etappe in de Ronde van Catalonië in 1985, een etappe in de Ronde van Asturië in 1986 en de Memorial Manuel Galera in 1987. In 1995 stopte hij met professioneel wielrennen.

## Resultaten in voornaamste wedstrijden
| Jaar | Ronde van Italië | Ronde van Frankrijk | Ronde van Spanje |
| ---- | ---------------- | ------------------- | ---------------- |
| 1985 |                  |                     | 92e              |
| 1986 |                  |                     | 65e              |
| 1987 |                  |                     |                  |
| 1988 |                  | 134e (1)            | 75e (1)          |
| 1989 |                  | opgave              | 131e             |
| 1990 |                  | 98e                 | 88e              |
| 1991 | 106e             |                     |                  |
| 1992 |                  |                     | 75e              |

(*) tussen haakjes aantal individuele etappe-overwinningen